# West Side (Chicago)
Pour les articles homonymes, voir West Side.

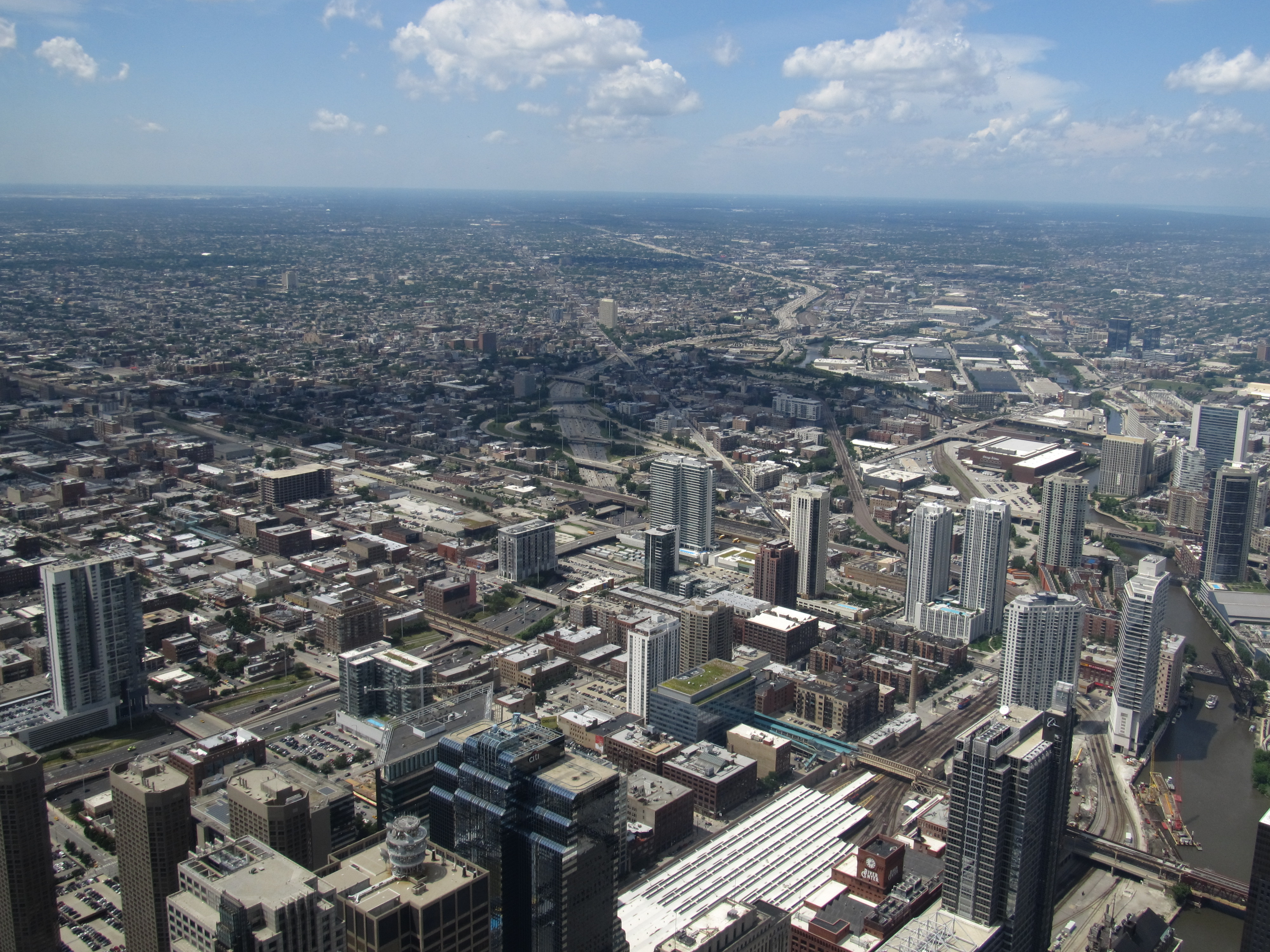
Vue sur West Side.

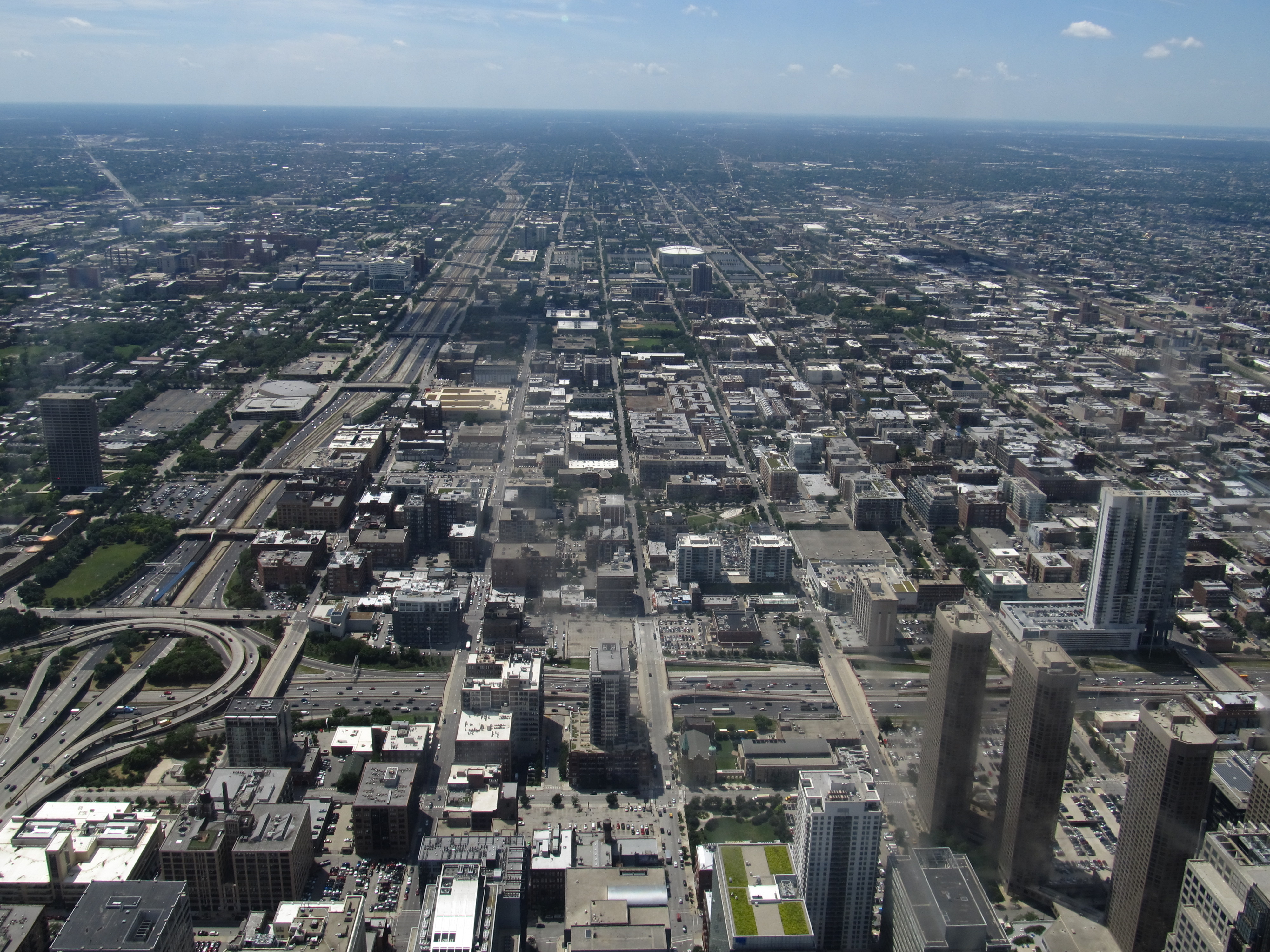
Autre vue de West Side.

West Side est le nom donné à la partie ouest de la ville de Chicago, dans l'État de l'Illinois, aux États-Unis. West Side est l'une des quatre sections géographiques qui divisent naturellement le territoire de la ville de Chicago au niveau du canal sanitaire de Chicago et de la rivière Chicago.

## Description
Cette section géographique inclut de nombreux secteurs et quartiers de la ville, dont ceux d'Austin, North Lawndale, South Lawndale, Near West Side, East Garfield Park, West Town et Lower West Side.
Quelques quartiers, en particulier East Garfield Park et Lawndale, connaissent des problèmes socio-économiques : dégradation du bâti et des infrastructures, chômage, criminalité, etc. Les quartiers de West Side les plus proches de Downtown sont l'objet depuis plusieurs années d'un processus de gentrification.
Les parcs les plus importants de West Side sont les parcs de Douglas, de Garfield, et de Humboldt. Le conservatoire du parc de Garfield comprend l'une des plus grandes collections d'usines tropicales de n'importe quelle ville des États-Unis. Les attractions culturelles dans West Side incluent la journée du festival portoricain de Humboldt Park, et le musée national d'art mexicain dans le quartier mexicain de Pilsen.

## Démographie
Entre 1940 et 1960, la population blanche de West Side tombe de 102 000 à 11 000 alors que la population noire passe de 380 à 114 000. La proportion est ainsi passée de 268 Blancs pour 1 Noir à 10 Noirs pour 1 Blanc en l'espace de 20 ans. Cette situation est due au racisme de la société américaine de l'époque, une grande partie des familles blanches, en particulier celles appartenant aux classes sociales supérieures, préférant déménager plutôt que cohabiter avec des familles noires dans un même quartier. 